# 亀場村
亀場村（かめばむら）は熊本県の天草諸島、天草下島に存在していた村。

## 歴史
- 1889年（明治22年）4月1日 - 町村制の施行に伴い、食場村、亀川村が合併し成立。
- 1954年（昭和29年）4月1日 - 亀場村が本渡町、櫨宇土村、志柿村、下浦村、楠浦村、本村、佐伊津村と合併して本渡市が発足。